# Dagvin Anderson

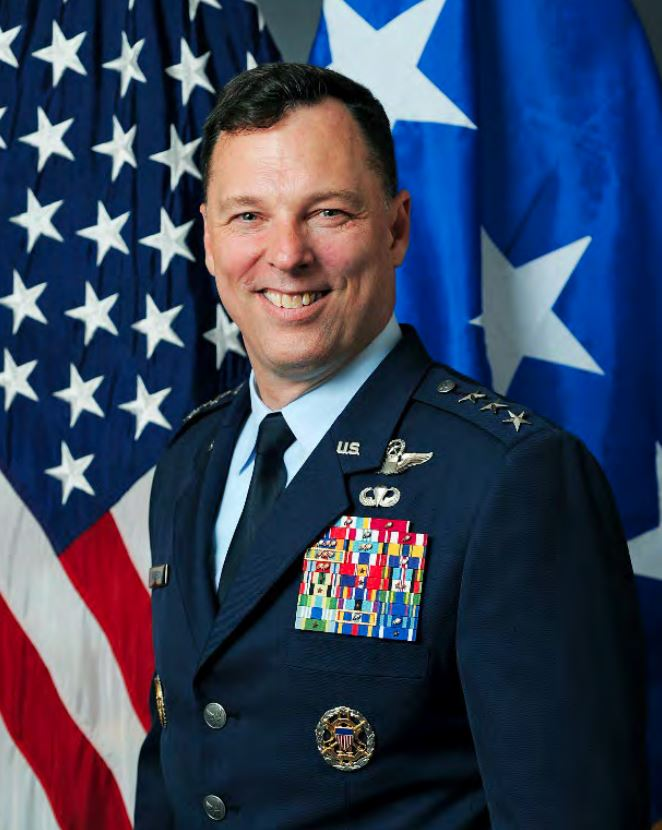
Dagvin R. M. Anderson (2022)

Dagvin R. M. Anderson (* 1970) ist ein US-amerikanischer General der United States Air Force. Er ist Commander des United States Africa Command in Stuttgart.

## Leben
Dagvin Anderson trat im Mai 1993 in die United States Air Force ein und absolvierte bis Juni 1994 das Euro-NATO Joint Jet Pilot Training auf der Sheppard Air Force Base in Texas, danach auf der Malmstrom Air Force Base in Montana auf das Muster Boeing KC-135 geschult und im Anschluss als Pilot und später Fluglehrer auf die MacDill Air Force Base in Florida zur 91st Air Refueling Squadron versetzt. Von Juni 1999 bis Mai 2000 lernte er am Defense Language Institute in Monterey, Kalifornien, die tschechische Sprache und studierte anschließend als Stipendiat bis Juli 2002 an der Masaryk-Universität in Brno in der Tschechien. Anschließend studierte er noch bis Mai 2003 an der Johns Hopkins University in Washington, D.C.
2003 folgte im September eine Umschulung auf die Lockheed C-130 in der für Spezialkräfte ausgerüsteten Version MC-130E bei der 8th Special Operations Squadron auf Duke Field in Florida und von September 2005 bis August 2007 als Adjutant des Kommandeurs des United States Special Operations Commands erneut auf der MacDill Air Force Base. Von Oktober 2007 bis April 2009 war er Operationsoffizier der 319th Special Operations Squadron in Hurlburt Field in Florida und übernahm von April 2009 bis Juni 2010 als Kommandeur die 19th Special Operations Squadron ebendort. von Juli 2010 bis Juli 2011 studierte er erneut, dieses Mal als Fellow am Weatherhead Center for National Affairs der Harvard University in Cambridge, Massachusetts.
Andersons nächste Verwendung war ab Juli 2011 die des Kommandeurs der 58th Operations Group auf der Kirtland Air Force Base in New Mexico, bevor er ins Pentagon wechselte als Senior Aviation Advisor for counterterrorism operations. Von Juli 2014 bis Juni 2016 übernahm er das 58th Special Operations Wing in Kirtland als Kommandeur und war von Juli 2016 bis Juni 2017 als Special Assistant to the Commander im Kommando von United States Forces Korea in Südkorea eingesetzt. Im Juni 2017 übernahm er den Posten als stellvertretender Direktor für alle Operationen im Hauptquartier des United States Indo-Pacific Command auf Hawaii und wurde während dieser Verwendung zum Brigadier General befördert.
Von Juni 2019 bis Juli 2021 diente Anderson in Deutschland und war Kommandeur des Special Operations Command-Africa in Stuttgart-Vaihingen (Patch Barracks), ab Mai 2020 als Major General. Danach folgte eine etwa einjährige Verwendung als Vice Director of Operations im Joint Staff. Von 2022 bis 2025 war er Director for Joint Force Development bei den Joint Chiefs of Staff im Verteidigungsministerium der Vereinigten Staaten. Im August 2022 wurde er zum Lieutenant General ernannt.
Er wurde im Sommer 2025 zum General befördert und trat am 15. August 2025 seinen Posten als Kommandeur des United States Africa Command an.